# 寒食节
寒食节，亦稱禁火節、禁煙節、冷節、百五節，通常是冬至後第105日，与清明节日期相近，在清明节前一或二日。清初汤若望《時憲曆》訂定後，清明与冬至之间的间隔缩短，为了维持寒食节在清明节前一、两日的风俗，民间将寒食节定在清明节一日之前。现代24节气的定法沿袭汤氏，因此清明节就在寒食节次日。

## 典故
一般認為寒食節是為了紀念介子推（介之推）。相传春秋時期晋公子重耳离开晋国，流亡十九年。一次重耳饿昏，介子推割股（割下自己大腿肉）烤熟给他吃，得以保住性命。重耳很感动。后来重耳回到晋国，回忆起旧事，想封赏介之推，而介之推已经和母亲到山西的绵山隐居。晋文公派人上山搜索，遍寻不到，其臣擅自放火烧山，想以此逼出介之推，但最后發現介之推母子抱著槐樹被燒死。重耳難過至極，便规定每年此时不得生火，一律吃冷食，称为寒食节，以纪念介之推。盧象有《寒食》詩，“子推言避世，山火遂焚身。四海同寒食，千古為一人。”直到今天，山西省介休市当地居民仍然对此深有记忆，实际节日这三天已没有吃寒食的活动，但晚饭仍然有不生火做饭的习俗，一般晚饭会喝开水，而不是平时喝的各种麵湯。
但後人多所考証，寒食节禁火习俗的起源与介子推無關。介子推割股的史實也存在争议。現今學界認為應是季春時要換新火。
寒食节的真正起源，是源于古代的钻木、求新火之制。古人因季节不同，用不同的树木钻火，有改季改火之俗。而每次改火之后，就要换取新火。新火未至，就禁止人们生火，这在当时是件大事。寒食节习俗，有掃墓、郊游、斗鸡子、荡秋千、打毬、牵钩（拔河）等。

## 演變
寒食在曹操當政时期一度受到禁止，违规者会受到处罚。曹操說，伍子胥自溺身亡，吳國人也沒有游泳渡江作為紀念，豈有晋國人為介之推而不喫熟食的道理？北方嚴寒，老人與幼童因不喫熟食，可能會生病。
南梁《荊楚歲時記》載「去冬節一百五日，即有疾風甚雨，謂之寒食，禁火三日，造餳大麥粥。」寒食祭祖在南北朝到唐前稱為「野祭」，後編入《大唐開元禮》中成為御定禮制。據敦煌文獻「進奏院狀」載，晚唐時沙州赴京請旌節者稱：「五日遇寒食，至八日假開。」即寒食清明休4天假。
如今寒食在中原已經不多見，但在江南、閩浙、兩廣等地區仍保持「清明節食寒食」之傳統，如食潤餅卷，或者清明節特有的「清明粿」、「草仔粿」、「青團」等食品。
中國最早的春祭在寒食節，後來改為在清明節。目前已很難考證寒食節是在甚麼時候被清明節取代，只知道唐朝仍保留有寒食的習慣。現在華北部分地區仍有寒食節掃墓祭祖的風俗。韓國仍保留在寒食節進行春祭的傳統。
越南則有在農曆三月初三寒食節，以湯圓祭拜祖先的習俗，因此寒食節在越南又俗稱「湯圓節」。